# Cyrtodactylus sermowaiensis
Cyrtodactylus sermowaiensis är en ödleart som beskrevs av  De Rooij 1915. Cyrtodactylus sermowaiensis ingår i släktet Cyrtodactylus och familjen geckoödlor. Inga underarter finns listade i Catalogue of Life.